# Scott Morrison
Scott John Morrison (Waverley, Sydney, Nova Gal·les del Sud, Austràlia, 13 de maig de 1968) és un polític australià que fou elegit cap del Partit Liberal d'Austràlia el 24 d'agost del 2018, fet que el convertí en primer ministre del país des de la mateixa data.

## Primers anys
Scott Morrison, conegut com a ScoMo, va néixer en el barri de Bronte, dins del Consell Municipal de Waverley, una de les regions metropolitanes de Sydney situada en la seva part sud-est, fill d'un agent de policia. En la seva infantesa, i després de participar en una representació del musical Oliver! a l'església local, va fer una breu carrera d'actor infantil en anuncis de televisió. Segons ell mateix explica, el seu interès per la política s'hauria gestat en les trucades que rebia el seu pare, que havia fet carrera en el Consell de Waverley, del seus electors, i que ell atenia quan es trobava fora.
Membre actiu de la protestant Església Unida d'Austràlia (Uniting Church in Australia), va ser en aquest entorn que va conèixer Jenny, la seva actual esposa i mare de les seves filles, Abbey y Lily, quan tenia 12 anys. Morrison es va graduar en economia i geografia a la Universitat de Nova Gal·les del Sud. Durant un temps va treballar en el sector turístic, tant a Austràlia com a Nova Zelanda.

## Carrera política
De retorn a Sydney, el març del 2000, va assumir la direcció estatal del Partit Liberal a Nova Gal·les del Sud amb prou encert com per aconseguir prendre als laboristes tres escons de la circumscripció en les eleccions federals del 2001. Aquest i altres èxits el van portar al front de l'agencia governamental de turisme, Tourism Australia, del 2004 al 2008.
L'arribada de Morrison al parlament federal l'any 2007 es va produir d'una forma bastant peculiar. El partit, que necessitava un candidat per a l'escó de la circumscripció de Cook de cara a les eleccions federals, va organitzar unes primàries. En la primera ronda de les preseleccions, a les que es presentaven diversos candidats dins d'un ambient de forta lluita interna entre les faccions dreta i esquerra, el catòlic d'origen libanès Michael Towke va aconseguir 74 dels 152 vots, mentre Scott Morrison quedava directament eliminat amb tan sols 8 vots. Towke va acabar guanyant, a la quarta ronda, per 82 a 70. Immediatament els pesos pesants del partit a Canberra van iniciar una campanya bruta contra Towke, van aconseguir que no se'l reconegués com a candidat i van promoure una nova votació. El beneficiari en va ser Scott Morrison, que no s'havia alineat amb cap de les dues faccions i va emergir com a candidat de consens. Finalment va entrar en el Parlament, en les eleccions del 24 de novembre, amb un 52,4% dels vots a Cook, una de les tres divisions federals del Comtat de Sutherland (Sutherland Shire o, col·loquialment, The Shire), que té una significació especial en ser considerat el bressol de la moderna Austràlia. Des d'aleshores, ell i la seva família s'hi van arrelar fins al punt que, en la seva pàgina web, afirma que «és de Sutherland Shire».
El 13 de setembre de 2013 va entrar en el primer govern de Tony Abbott com a Ministre per a la Immigració i la Protecció de les Fronteres, amb l'antecedent d'haver estat, en l'oposició, ministre a l'ombra d'immigració i d'altres àrees. Des del seu càrrec ministerial va jugar un important paper en l'èxit de la denominada Operation Sovereign Borders que, amb el lema "aturar els bots", havia estat endegada per Abbott com una mesura clau del seu gabinet per aturar els migrants que arribaven per mar cercant asil i enviar-los als centres, anomenats de "procés i reassentament", a Papua Nova Guinea. En la remodelació de govern del 23 de desembre de 2014, Morrison va passar a Ministre per als Serveis Socials. El 21 de setembre de 2015 Malcolm Turnbull va passar a ser el primer ministre i va designar Morrison com a ministre del Tresor.  

### Primer ministre
El 20 d'agost del 2018, el ministre de l'Interior Peter Dutton, va qüestionar el lideratge de Turnbull per la seva proposta d'abaratir el cost de l'electricitat i reduir les emissions de gasos contaminants i també pels pobres resultats que havia aconseguit en les enquestes davant dels laboristes. En votació celebrada per l'executiva del partit, Turnbull va derrotar Dutton per 48 vots a 35. Quan Malcolm Turnbull anuncià la possibilitat d'avançar les eleccions al 2019, l'ala més conservadora del Partit Liberal inicià una revolta per a derrocar-lo. Divendres 24 es va convocar una nova votació en la qual ja no va participar Turnbull. A la primera volta va ser derrotada la ministra d'Afers Exteriors, Julie Bishop, i finalment Morrison va aconseguir imposar-se a Peter Dutton per 45 vots a 40.